# Pseucoleucania
Pseucoleucania là một chi bướm đêm thuộc họ Noctuidae.